# II liga polska w hokeju na lodzie (2016/2017)
II liga polska w hokeju na lodzie w sezonie 2016/2017 rozgrywana na przełomie 2016 i 2017 roku jako 6. sezon rozgrywek o mistrzostwo II ligi w hokeju na lodzie po reaktywacji rozgrywek na tym poziomie ligowym. W poprzedniej edycji 2015/2016 rozgrywki wygrała drużyna Niespełnieni Oświęcim. 

## Sezon zasadniczy
Format rozgrywek został stworzony z podziałem na grupy wedle geograficznego położenia drużyn. Ustalono Grupę Południową liczącą siedem drużyn, Grupę Północno-Wschodnią skupiającą sześć drużyn (w tym jedna z Litwy – Gauja; początkowo awizowana jako zespół z miasta Troki, później z Wilna) oraz Grupę Północną zrzeszającą pięć zespołów.
| Grupa Południowa - 1928 KTH Krynica - KH KTH Krynica - Gazda Team Nowy Targ - Niespełnieni Oświęcim - Sigma Katowice - Wolves Tychy - Zagłębie II Sosnowiec |  | Grupa Północno-Wschodnia - ADH Husaria Białystok - Legion Warszawa - Masters Giżycko - Gauja Wilno (Litwa) - LHT Lublin - STH Siedlce |  | Grupa Północna - BKS Bydgoszcz - Mad Dogs Sopot - Oliwa Hockey Team Gdańsk - Warsaw Capitals - ŁKH Łódź |

Sezon zainaugurowano 15 października 2016 w Grupie Południowej. Start sezonu w Grupie Południowego zaplanowano na 20 listopada, zaś mecze ustalono w formie turniejów. Początek sezonu Grupy Północnej miał miejsce 6 listopada 2016. Inauguracja sezonu w Grupie Północno-Wschodniej nastąpiła 19 listopada 2016.
Mistrzostwo Grupy Północnej zdobyła drużyna ŁKH Łódź po zwycięstwach z Warsaw Capitals.

## Turniej finałowy
Turniej finałowy II ligi zorganizowano w łódzkim lodowisku Bombonierka w dniach 1-2 kwietnia 2017, a do udziału zakwalifikowały się pierwotnie po dwie drużyny z trzech grup ligowych, podzielone w turnieju na trzy grupy; przed turniejem z rywalizacji wycofała się ekipa LHT Lublin, a jej konkurentom grupowym przyznano walkower. W pierwszym dniu rozegrano mecze grupowe, a w drugim finał i spotkanie o trzecie miejsce.
Faza grupowa
- Grupa 1: ŁKH Łódź, KH KTH Krynica, LHT Lublin
  - ŁKH Łódź – KH KTH Krynica 8:4
- Grupa 2: Niespełnieni Oświęcim, Warsaw Capitals, KTH 1928 Krynica
  - Niespełnieni Oświęcim – Warsaw Capitals 18:1
  - Warsaw Capitals – 1928 KTH Krynica 1:3
  - Niespełnieni Oświęcim – 1928 KTH Krynica 4:5 k.

Finał
- ŁKH Łódź – 1928 KTH Krynica 3:6 (2:0, 0:4, 1:2)

Mecz o 3. miejsce
- Niespełnieni Oświęcim – KH KTH Krynica 6:7 d.

## Klasyfikacja
1. 1928 KTH Krynica
2. ŁKH Łódź
3. KH KTH Krynica
4. Niespełnieni Oświęcim
5. Warsaw Capitals
6. LHT Lublin